# 一切種子識
一切種子識，又稱種子識，大乘佛教術語，源自《解深密經》。解深密經認為，一切種子識為所有生命最初的根本識，阿陀那識、阿賴耶識與心為其異名。後世瑜伽行唯識學派，認為一切種子識就是阿賴耶識。

## 概論
種子識（bījaka-vijñāna），其字根源自植物種子。經量部認為，業與果報的媒介，是意的種子，由意的活動熏成，剎那相續，成為習氣。在種子成熟時，成為果報。
《解深密經》提出，所有意的種子都儲存在種子識中，因此稱為一切種子識。一切種子識為生命的根本識。